# شبکه آبادان
شبکه آبادان یکی از شبکه‌های تلویزیونی صدا و سیمای جمهوری اسلامی ایران و اولین شبکه غیر سراسری در ایران است    که در ۱۲ بهمن ۱۳۷۴ در شهر آبادان افتتاح شد. لوگو و هویت بصری این شبکه از روز یکم فروردین ۱۴۰۰ تغییر کرد. پخش برنامه‌های شبکه آبادان با کیفیت HD و فرمت HEVC از طریق فرستنده‌های زمینی از خرداد ۱۴۰۴ آغاز شده‌است.

## تاریخچه
پیش از پیروزی انقلاب، شهرستان آبادان از دو فرستندهٔ رادیویی برخوردار بود. یکی متعلق به شرکت ملی نفت ایران و با نام «رادیو نفت ملی» که از سال ۱۳۳۲ به صورت ۲۴ ساعته به تولید و پخش برنامه می‌پرداخت و در آن زمان، هیچ ارتباط کاری با رادیو و تلویزیون ملی آن زمان نداشت و دیگری که در سال ۱۳۵۲ از طریق یک فرستنده ۲×۶۰۰ کیلوواتی راه‌اندازی شد و بیشتر نقش برون‌مرزی داشت، به نام رادیو آبادان معروف بود.
رادیو نفت ملی از طریق یک فرستنده موج متوسط ۱۰ کیلوواتی در منطقهٔ جمشیدآباد، برنامه‌های خود را پخش می‌کرد و به دلیل برخورداری از موقعیت مناسب آنتن‌ها در سطح استان خوزستان و اغلب نقاط کشور شنیده می‌شد.
نخستین ساختمان صدا و سیمای مرکز آبادان با زیر بنای ۱٬۰۰۰ متر مربع در منطقه بواردهٔ شمالی قرار داشت که هم‌اکنون به عنوان خوابگاه مرکز و باشگاه رادیویی و تلویزیونی جوان از آن استفاده می‌شود. ساختمان جدید و فعلی مرکز ۳٬۵۰۰ مترمربع وسعت دارد که در زمینی به مساحت ۱۵٬۵۰۰ مترمربع و در منطقهٔ بواردهٔ جنوبی بنا شده‌است.
شهرستان آبادان، پس از تهران نخستین شهری بود که در روز ۱۲ آبان ۱۳۴۹، صاحب فرستندهٔ تلویزیونی شد. نخستین فرستندهٔ تلویزیون آبادان، شبکهٔ ۳ تلویزیون ثابت پاسال نامیده می‌شد که سپس به تلویزیون خلیج فارس تغییر نام داد.
برنامه‌های این فرستنده به دو زبان فارسی و عربی پخش می‌شد. در سال‌های پیش از انقلاب، ۲۳۷ نفر در رادیو و تلویزیون آبادان مشغول به کار بودند و در ناحیهٔ خوزستان افزون بر آبادان، شهرهای اهواز و آغاجاری، مسجد سلیمان، دزفول (در تاریخ آذر ماه ۱۳۵۰) و خارک (در سال ۱۳۵۱) از برنامهٔ تلویزیونی استفاده می‌کردند.
با ایجاد ساختمان کنونی و تأسیس رادیو تلویزیون ملی پیشین، تجهیزات تلویزیون پیشین پاسال هم به این ساختمان منتقل شد.
پس از پیروزی انقلاب اسلامی، صدا و سیمای مرکز آبادان با یک شبکه تلویزیونی و دو شبکه رادیویی (رادیو نفت ملی و صدای برون‌مرزی) به‌عنوان تنها مرکز رادیو و تلویزیونی استان خوزستان، همچنان به فعالیت خود ادامه می‌داد تا اینکه جنگ تحمیلی آغاز شد. با آغاز جنگ تحمیلی در سال ۱۳۵۹، فعالیت تلویزیونی این مرکز متوقف شد و به دلیل نیاز منطقه، به مرکز اهواز انتقال یافت. اما رادیو با عنوان صدای آبادان تا سال ۱۳۶۵ به پخش برنامه‌های خود ادامه داد و نقش ارزنده و حساسی در زمینهٔ انعکاس رویداد دفاع مقدس و تقویت روحیهٔ رزمندگان ایفا می‌کرد. نقش خبرنگار برجستهٔ دوران جنگ غلامرضا رهبر در این دوران بسیار پررنگ بود و گزارش‌های بسیار ماندگاری از آن زمان به جا مانده‌است.
پس از پایان جنگ تحمیلی و آغاز مرحلهٔ بازسازی، مرکز آبادان نیز بازسازی و تجهیز شد، ساختمان‌ها و مجموعهٔ فنی مرکز از اول شهریور ماه ۱۳۷۴ با حضور ریاست محترم سازمان بطور رسمی افتتاح شد و پس از آن در تاریخ ۱۵ آذر ۱۳۷۴ رادیو آبادان و در تاریخ ۱۲ بهمن ۱۳۷۴ تلویزیون آبادان رسماً فعالیت خود را آغاز کرد. بدین‌ترتیب، استان خوزستان دارای دو مرکز رادیو و تلویزیونی آبادان (محلی و ویژه آبادان و خرمشهر) و اهواز (ویژه استان خوزستان) شد.
تا سال ۱۳۹۱، فعالیت تلویزیونی در مرکز آبادان به پخش اخبار محلی و برنامه‌های مناسبتی و ویژه صبح جمعه محدود می‌شد. از مرداد ۱۳۹۱، پخش برنامه‌های روتین به‌صورت ۵ ساعت پخش روزانه آغاز شد.
در خرداد ماه ۱۳۹۴، شبکه آبادان به‌همراه شبکه مهاباد، دیگر شبکهٔ محلی سیما از ماهوارهٔ بدر ۵ قابل دریافت شد و با ۲۴ ساعته شدن پخش شبکه‌های استانی، این شبکه از روز ۱۵ آذر ۱۳۹۶ به‌جمع شبکه‌های ۲۴ ساعته سیما پیوست.
در روز ۷ خرداد ۱۴۰۴ طی مراسمی با حضور قائم‌مقام معاونت امور استان‌ها، پخش آزمایشی برنامه‌های شبکه آبادان با کیفیت HD و فرمت HEVC از طریق فرستنده‌های دیجیتال آغاز شد.